# Dezember 1979
Portal Geschichte | Portal Biografien | Aktuelle Ereignisse | Jahreskalender | Tagesartikel

◄ |
19. Jahrhundert |
20. Jahrhundert
| 21. Jahrhundert

◄ |
1940er |
1950er |
1960er |
1970er
| 1980er | 1990er | 2000er | ►

◄ |
1975 |
1976 |
1977 |
1978 |
1979
| 1980 | 1981 | 1982 | 1983 | ►

◄ |
September 1979 |
Oktober 1979 |
November 1979 |
Dezember 1979 |
Januar 1980 |
Februar 1980 |
März 1980 |
►
Dieser Artikel behandelt aktuelle Nachrichten und Ereignisse im Dezember 1979.

## Tagesgeschehen

### Montag, 3. Dezember 1979
- Teheran/Iran: Der zweite und letzte Tag des Verfassungsreferendums in der Islamischen Republik Iran weist auf die Annahme der neuen Verfassung bei fast absoluter Zustimmung hin. Mit dem Referendum bekennt sich der Iran nachdrücklich zur Zwölferschia und zum Schiitischen Islam und setzt den Zwölften Imam Muhammad al-Mahdī als offizielles Staatsoberhaupt der Republik ein.[1]

### Montag, 10. Dezember 1979
- Leipzig/Deutschland: In der JVA Leipzig wird an Gert Trebeljahr in der Zentralen Hinrichtungsstätte der DDR nach dessen Verurteilung als Spion und Deserteur das Todesurteil vollstreckt.[2]

### Dienstag, 11. Dezember 1979
- Buenos Aires/Argentinien: Ein ungewöhnliches Regelwerk macht die paraguayanische Nationalmannschaft zum Gewinner der 31. Copa América des südamerikanischen Fußballverbands. Das dritte Finalspiel gegen Chile auf neutralem Platz endet 0:0 nach Verlängerung. Zuvor gelang Paraguay ein 3:0-Erfolg und Chile ein 1:0-Sieg. Wegen des höheren eigenen Siegs sowie des Unentschiedens im dritten Spiel ist Paraguay Südamerikameister.[3]

### Mittwoch, 12. Dezember 1979

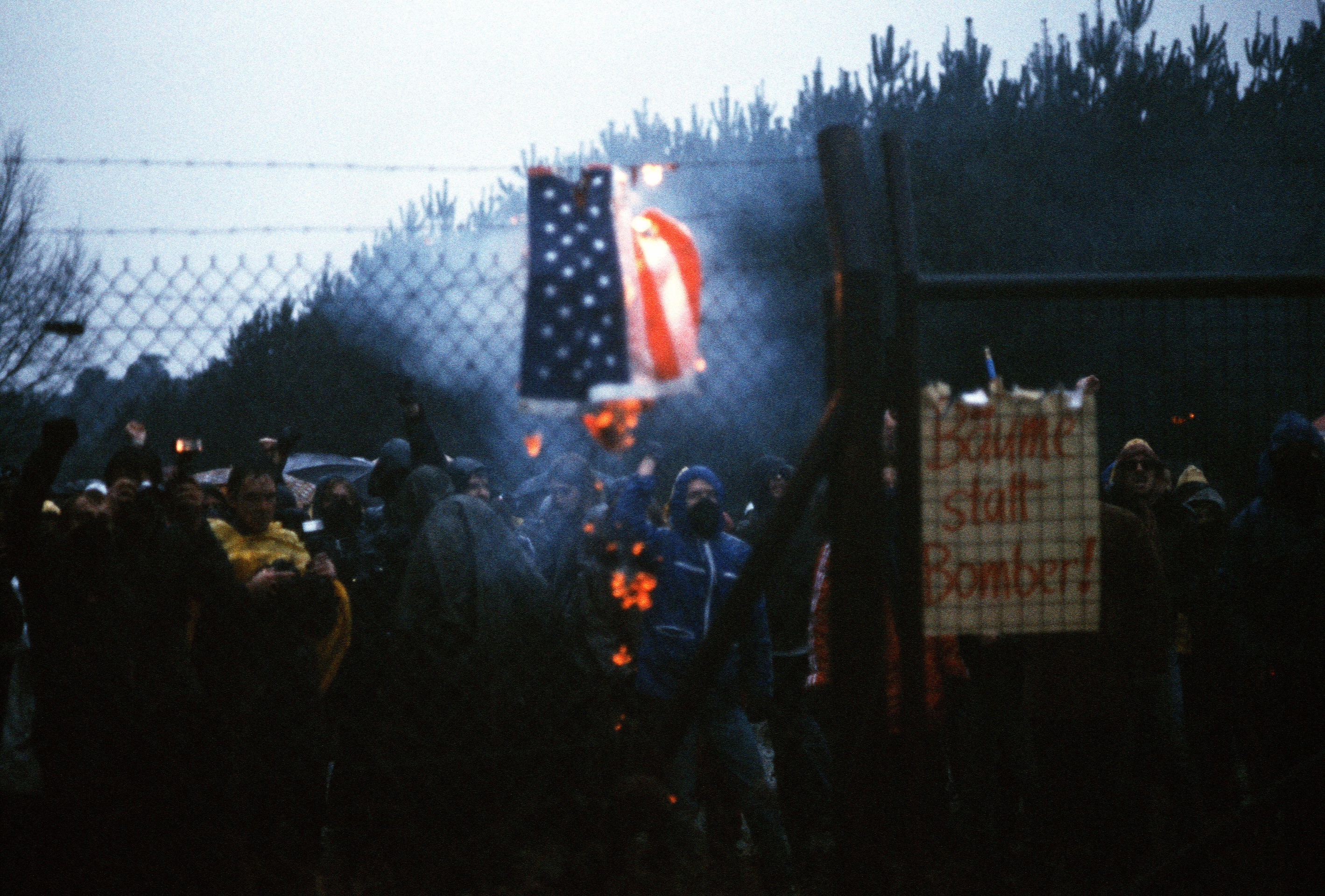
„Bäume statt Bomber“ ist einer der Slogans der Friedensbewegung in der BRD

- Brüssel/Belgien: Der NATO-Doppelbeschluss wird verabschiedet. Er ebnet den Weg, die Staaten des Warschauer Pakts mit noch größerer „atomarer Abschreckung“ zu konfrontieren, und setzt das Ziel, dass die Vereinigten Staaten und die Sowjetunion in Verhandlungen über die zahlenmäßige Begrenzung der in Europa stationierten Mittelstreckenraketen eintreten.[4]

### Donnerstag, 13. Dezember 1979
- Ottawa/Kanada: Das parlamentarische Unterhaus entzieht dem Finanzminister John Crosbie aus der Minderheitsregierung unter Joe Clark von der Progressiv-konservativen Partei das Vertrauen. Die Legitimität der Regierung geht damit verloren und es müssen Neuwahlen im kommenden Jahr abgehalten werden.[5]

### Samstag, 15. Dezember 1979

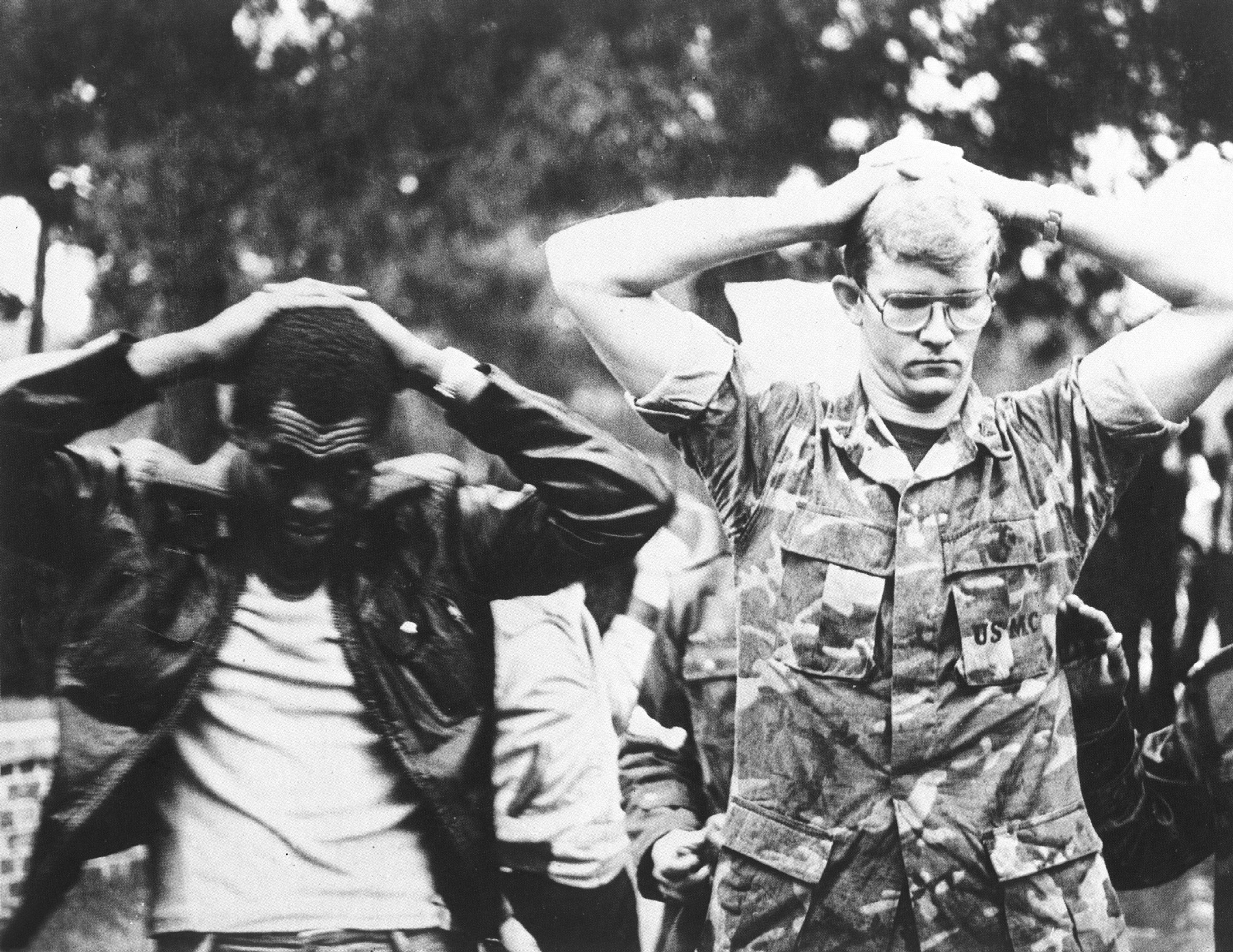
US-amerikanische Geiseln in Teheran

- Den Haag/Niederlande: Der Internationale Gerichtshof ordnet im Fall der Geiselnahme von Teheran an, dass der Iran auf die Freilassung der Geiseln hinzuarbeiten habe. Im November stürmten einheimische Studenten die Botschaft der Vereinigten Staaten in Teheran.[6]
- Vatikanstadt: Die Kongregation für die Glaubenslehre der römisch-katholischen Kirche erklärt, dass der Schweizer Theologe Hans Küng, Verfasser der Schriften Existiert Gott?, Unfehlbar?  und weiterer kritischer Werke, seinen Lehrauftrag dazu nutzt, von den Auffassungen des kirchlichen Lehramts abweichende Standpunkte zu verbreiten. Küng zeige „Verachtung“ gegen das Lehramt. Die Kongregation plädiert auf Entzug seines Lehrauftrags.[7]

### Sonntag, 16. Dezember 1979
- Atlanta/Vereinigte Staaten: Runningback Orenthal James „O. J.“ Simpson, von einem Großteil der Fans und Experten als bester American-Football-Spieler der letzten Jahrzehnte angesehen, bestreitet für die San Francisco 49ers seine letzte Partie in der National Football League (NFL). Er hält zum Ende seiner Karriere sieben Rekorde in der NFL, u. a. jenen für die meisten Einsätze.[8]

### Dienstag, 18. Dezember 1979
- New York/Vereinigte Staaten: Zur Bekämpfung des Terrorismus auf internationaler Ebene legen die Vereinten Nationen die „Internationale Konvention gegen Geiselnahme“ zur Zeichnung aus. Sie wurde am Vortag von der Generalversammlung angenommen und schreibt vor, dass Geiselnehmer entweder ausgeliefert oder strafrechtlich verfolgt werden müssen.[9]
- New York/Vereinigte Staaten: Die Vereinten Nationen legen als Spezifizierung des zum Völkergewohnheitsrechts zählenden Vertrags über die Grundsätze zur Regelung der Tätigkeiten von Staaten bei der Erforschung und Nutzung des Weltraums einschließlich des Mondes und anderer Himmelskörper den „Mondvertrag“ zur Unterzeichnung aus, welcher u. a. festlegt, dass Mondressourcen nicht einer Privatperson gehören können. Alle Dinge auf dem Mond sind laut Vertragstext Eigentum der gesamten Menschheit.[10]
- Vatikanstadt: Der Heilige Stuhl billigt den Beschluss, dem an der Universität Tübingen wirkenden Schweizer Theologen Hans Küng seinen Auftrag zur Lehre der römisch-katholischen Theologie zu entziehen. Nach Auffassung der Kongregation für die Glaubenslehre stellte Küng u. a. die Unfehlbarkeit des Papstes in Frage.[11]

### Mittwoch, 19. Dezember 1979
- Amman/Jordanien: Abdelhamid Sharaf löst Mudar Badran als Ministerpräsident von Jordanien ab.[12]

### Sonntag, 23. Dezember 1979
- Kabul/Afghanistan: Spezialtruppen der Roten Armee und der sowjetischen Nachrichtendienste besetzen die afghanische Hauptstadt, um Vorkehrungen für den Kampf gegen die zahlreichen Mudschahidin-Gruppierungen zu treffen, die die kommunistische Herrschaft beenden wollen. Zu den sowjetischen Maßnahmen gehört die Festsetzung des Staatschefs Hafizullah Amin von der Demokratischen Volkspartei, der Signale der Entspannung an die regierungsfeindlichen Kräfte aussandte und nicht die erwarteten Bekenntnisse Richtung Sowjetunion lieferte.[13]

### Dienstag, 25. Dezember 1979

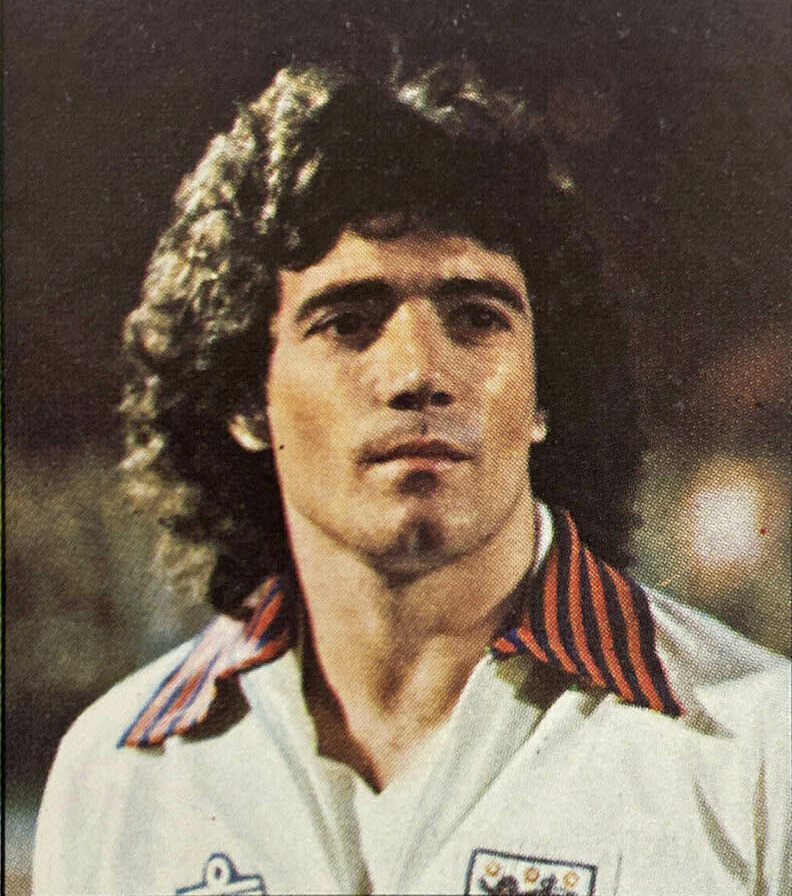
Kevin Keegan (1980)

- Bad Ragaz/Schweiz: Die Menschen rund um das Elektrizitätswerk Sarelli werden 4.36 Uhr morgens Zeuge einer Detonation, die den Transformator des Kraftwerks zerstört sowie Gebäudeteile und einen Strommast beschädigt. Der erklärte Systemkritiker Marco Camenisch ist einer der beiden Verursacher der Detonation. Die Straftaten gegen Vertreter und Liegenschaften der Strombranche erreichen damit ihren vorläufigen Höhepunkt.[14]
- Balch, Herat/Afghanistan: Die Rote Armee der Sowjetunion überschreitet von Kuschka und Termiz kommend mit mehreren 10.000 Soldaten die Nordgrenze Afghanistans. Die Operation wird von der regierenden Demokratischen Volkspartei unter Hafizullah Amin begrüßt. Sie sieht damit ihre Position gegenüber islamistischen und anti-kommunistischen Strömungen im Land gestärkt.[15]
- Frankreich: Beim 24. Ballon d’Or der Zeitschrift France Football wird der Engländer Kevin Keegan vom Hamburger SV als „Europas Fußballer des Jahres“ mit 66 Punkten Vorsprung vor dem Deutschen Karl-Heinz Rummenigge vom FC Bayern München ausgezeichnet. Der Preis wird von einer Jury mit Sportjournalisten aus 26 Mitgliedsverbänden der UEFA verliehen.

### Donnerstag, 27. Dezember 1979
- Kabul/Afghanistan: Spezialeinheiten der Roten Armee und der sowjetischen Nachrichtendienste liquidieren in der Operation Storm-333 den Präsidenten der Demokratischen Republik Afghanistan Hafizullah Amin, der seinerseits im Oktober die Ermordung seines Vorgängers befehligte. Die Sowjets setzen auf Babrak Karmal als afghanisches Staatsoberhaupt. Zwar gehörte Amin, wie Karmal, der kommunistischen Demokratischen Volkspartei an, jedoch befanden die führenden Politiker der Kommunistischen Partei der Sowjetunion, dass er die Vereinigten Staaten um militärische Unterstützung im afghanischen Bürgerkrieg bitten könnte.[16]

### Montag, 31. Dezember 1979
- Barcelona/Spanien: Die Region Katalonien, deren Selbstverwaltung in den „Verordnungen zur gründlichen Erneuerung“ von 1716 aufgehoben wurde, erhält erstmals seit 1939 wieder den Status einer Autonomen Region innerhalb Spaniens. König Juan Carlos unterschrieb das entsprechende Gesetz vor 13 Tagen.[17]

## Weblinks

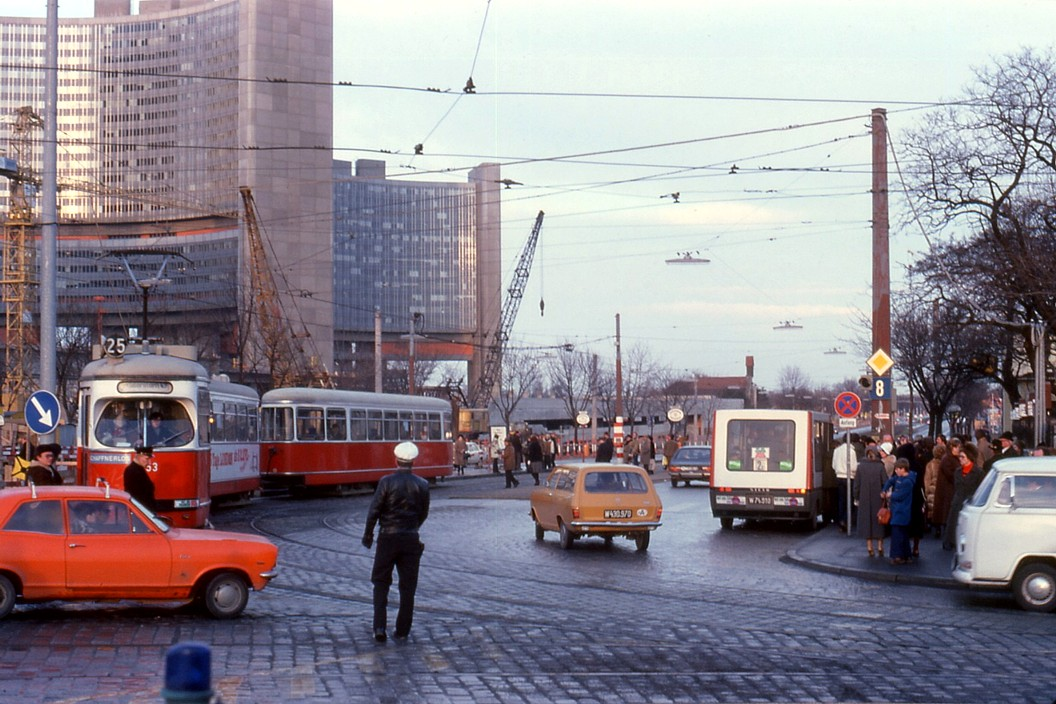
Wien im Dezember 1979